# Eric Mendelsohn (réalisateur)
Pour les articles homonymes, voir Mendelsohn.
Pour les articles ayant des titres homophones, voir Mendelssohn et Mendelson.
Ne doit pas être confondu avec Erich Mendelsohn.
Eric Mendelsohn, né le 1er novembre 1964 à Old Bethpage (Long Island, New York), est un réalisateur et scénariste américain.

## Carrière
Eric Mendelsohn fréquente la JFK High School de Old Bethpage. Avant de devenir réalisateur, il reçoit un diplôme des beaux-arts de la Purchase New York State University, en 1989. Il devient peintre puis fait ses débuts au cinéma en tant qu’assistant du créateur de costumes de Woody Allen, Jeffrey Kurland. Son premier film, un court-métrage, Through an Open Window sort en 1992. Il est récompensé pour Judy Berlin quelques années plus tard au Festival du film de Sundance.

## Filmographie

### Comme réalisateur
- 1993 : Through an Open Window, court métrage
- 1998 : Babylon, USA (Judy Berlin)
- 2010 : Three Backyards

### Comme scénariste
- 2017 : Love After Love de Russell Harbaugh

## Récompenses et nominations
- Babylon, USA (Judy Berlin)
  - Prix (Directing Award), lors du Festival du film de Sundance en 1999.
  - Prix Tournage, lors du Festival du film d'Avignon en 1999.
  - Prix Golden Starfish Award (meilleur film américain indépendant), lors du Festival international du film des Hamptons en 1999.
  - Nomination au Grand Prix du Jury lors du Festival du film de Sundance en 1999.
  - Nominations du meilleur réalisateur et du meilleur scénariste au Chlotrudis Awards en 2001.
  - Nomination au Grand Prix du cinéma indépendant américain lors du Festival du cinéma américain de Deauville en 1999.
  - Nomination au Grand Prix lors du Festival international du film de Flandre-Gand en 1999.
  - Nomination à l’Open Palm Awards pour le Gotham Awards en 1999.
  - Nomination pour le Film Independent's Spirit Awards avec Rocco Caruso, producteur, en 2000.
  - Nomination au Jury Award du meilleur film lors du Festival international du film de Newport en 1999.
- Three Backyards
  - Prix (Directing Award), lors du Festival du film de Sundance en 2010.
  - Nomination au Grand Prix du Jury lors du Festival du film de Sundance en 2010.